# Jean-Marc Mwema
Jean-Marc Mwema (Anversa, 5 dicembre 1989) è un cestista belga.

## Carriera
Con il Belgio ha disputato quattro edizioni dei Campionati europei (2013, 2015, 2017, 2022).

## Palmarès

### Squadra
- Campionato belga: 5

Ostenda: 2016-17, 2017-18, 2018-19, 2019-20, 2020-21
- Coppa del Belgio: 3

Ostenda: 2017, 2018, 2021
- Supercoppa del Belgio: 2

Ostenda: 2017, 2018

### Individuale
- Stella nascente del campionato belga: 1

Anversa Giants: 2011-12